# Ga Sanghyeon
 Ga Sanghyeon (Tiếng Hàn: 상현역, Hanja:上峴驛) là ga tàu điện ngầm trên Tuyến Shinbundang ở Sanghyeon-dong, Suji-gu, Yongin-si, Gyeonggi-do, Hàn Quốc. Vào thời điểm lập kế hoạch, nó được gọi là Ga Sindae, nhưng vào ngày 23 tháng 2 năm 2015, ủy ban đề cử của Thành phố Yongin đã cân nhắc và quyết định tên của ga là 'Ga Sanghyeon' cho kế hoạch đầu tiên và 'Ga Sanghyeon Gwanggyo' cho kế hoạch đầu tiên. Vào ngày 4 tháng 9 năm 2015, Bộ Đất đai, Cơ sở hạ tầng và Giao thông thông báo rằng nó đã được xác nhận là Ga Sanghyeon trong kế hoạch đầu tiên. Nó được kết nối với Ga Seongbok bằng Đường hầm dưới nước Gasancheon. Nó được kết nối với Ga Gwanggyo Jungang bằng Đường hầm dưới nước Yeocheon

## Bố trí ga
| Seongbok ↑        |
| \| S/B            |
| ↓ GwanggyoJungang |

| Hướng Bắc | ● Tuyến Shinbundang | ← Hướng đi Sinsa      |
| Hướng Nam | ● Tuyến Shinbundang | → Hướng đi Gwanggyo → |